# Коркоран (аэропорт)
Аэропорт Коркоран (англ. Corcoran Airport), (ИАТА: CRO, ИКАО: KCRO, FAA LID: CRO) — частный гражданский аэропорт, расположенный в 3,7 км к западу от делового центра города Коркоран, округ Кингс (Калифорния), США.
Аэропорт находится в частной собственности компании «Lakeland Dusters, Inc.»

## Операционная деятельность
Аэропорт Коркоран занимает площадь в 89 гектар, расположен на высоте 60 метров над уровнем моря и эксплуатирует одну взлётно-посадочную полосу:
- 13/31 размерами 1158 x 15 метров с асфальтовым покрытием.

За период с 3 октября 2007 по 3 октября 2008 года Аэропорт Коркоран обработал 5600 операций взлётов и посадок самолётов (в среднем 15 операций ежедневно), все рейсы в данном периоде пришлись на авиацию общего назначения. В данный период аэропорт использовался в качестве базы для 18 воздушных судов, из них 61 % составили однодвигательные самолёты, 28 % — реактивные и 11 % — вертолёты.